# Makfi
Makfi est un cheval de course pur-sang, né en 2007. Courant sous les couleurs de Mathieu Offenstadt, entraîné par Mikel Delzangles, il a notamment remporté en 2010 les 2000 Guinées et le Prix Jacques le Marois. 

## Carrière de course
Élevé par Shadwell, l'élevage du cheik Hamdan Al Maktoum, Makfi est d'abord entrainé en Angleterre par Markus Tregonig, qui le juge froid et peu démonstratif, et pas assez précoce. Il  est alors présenté à des ventes d'entrainement où il est acquis pour 26 000 guinées, par une association composée de Mathieu Offenstadt (30%), Alain Louis-Dreyfus (30%), Sylvain Fargeon (30%) et son futur entraîneur Mikel Delzangles (10%). C'est donc en France que Makfi fait ses premiers pas en compétition, à 2 ans, en remportant le prix du Loing à Fontainebleau. Ce sera sa seule sortie à 2 ans avant de faire sa rentrée directement, et victorieusement, dans le Prix Djebel, une course préparatoire aux classiques sur le mile. Plutôt que se diriger vers la Poule d'Essai des Poulains, l'entourage de Makfi vise les 2000 Guinées de Newmarket, où le poulain, certes invaincu, fait figure d'outsider. Le poulain s'y impose à la surprise générale, coté à 33 contre 1, de près de deux longueurs dans une course où les favoris, en particulier le meilleur 2 ans européen de 2009, St Nicholas Abbey, déçoivent. Son propriétaire, Mathieu Offenstadt déclare : « Pour un petit propriétaire comme moi, c'est dur d'acheter des yearlings, donc nous sommes allés aux ventes de Newmarket et je voulais acheter un [fils de] Dubawi. Nous l'avons vu [Makfi] et pensé qu'il avait une belle apparence. J'espérais qu'il remporte seulement un maiden, mais là, c'est vraiment un rêve. » Il devient donc le seul vainqueur français des Guinées au XXIe siècle, quinze ans après Pennekamp en 1995. Et d'outsider devient le poulain à battre dans les St. James's Palace Stakes à Ascot, où il retrouve ses dauphins de Newmarket, Dick Turpin, qui est allé prendre la deuxième place de la Poule d'Essai en France, et Canford Cliffs, qui s'est adjugé depuis les 2000 Guinées irlandaises. Mais handicapé par une infection à la gorge, le cheval termine septième, laissant Canford Cliffs régler Dick Turpin pour la victoire. 
Deux mois après sa défaite à Ascot, Makfi prend part au Prix Jacques le Marois, point d'orgue du meeting de Deauville, où la favorite n'est autre que la tenante du titre, la grande championne Goldikova. Il se réhabilite pleinement, devançant de deux longueurs et demi, une Goldikova moins à l'aise que lui sur un terrain alourdi par la pluie. Si cette victoire de prestige prouve que son succès du printemps à Newmarket n'était pas le fruit du hasard, Makfi achève sa brève carrière par un nouvel échec anglais dans les Queen Elizabeth II Stakes, où il ne peut mieux faire que cinquième. Son rating FIAH de 128, obtenu dans les Guinées, est le troisième rating mondial en cette année 2010 derrière deux chevaux, Harbinger et Blame, évoluant sur de plus longues distances, ce qui fait de lui, officieusement, le meilleur miler du monde cette année-là. 

### Résumé de carrière
| Date         | Hippodrome       | Pays        | Course                    | Statut      | Distance    | Jockey       | Place       | Écart       | Vainqueur ou deuxième |
| 2009, 2 ans  | 2009, 2 ans      | 2009, 2 ans | 2009, 2 ans               | 2009, 2 ans | 2009, 2 ans | 2009, 2 ans  | 2009, 2 ans | 2009, 2 ans | 2009, 2 ans           |
| ------------ | ---------------- | ----------- | ------------------------- | ----------- | ----------- | ------------ | ----------- | ----------- | --------------------- |
| 27 novembre  | Fontainebleau    | France      | Prix du Loing             | Inédits     | 1 400 m     | M. Guyon     | 1er / 14    | 1 ½         | Allesson              |
| 2010, 3 ans  |                  |             |                           |             |             |              |             |             |                       |
| 8 avril      | Maisons-Laffitte | France      | Prix Djebel               | Gr. 3       | 1 400 m     | C. Lemaire   | 1er / 8     | 3           | Too Nice Name         |
| 1er mai      | Newmarket        | Royaume-Uni | 2000 Guineas              | Gr. 1       | 1 600 m     | C. Lemaire   | 1er / 19    | 1 ¼         | Dick Turpin           |
| 15 juin      | Ascot            | Royaume-Uni | St. James's Palace Stakes | Gr. 1       | 1 600 m     | O. Peslier   | 7e / 9      | 4 ½         | Canford Cliffs        |
| 15 août      | Deauville        | France      | Prix Jacques Le Marois    | Gr. 1       | 1 600 m     | C. Soumillon | 1er / 8     | 2 ½         | Goldikova             |
| 25 septembre | Ascot            | Royaume-Uni | Queen Elizabeth II Stakes | Gr. 1       | 1 600 m     | C. Soumillon | 5e / 8      | 3           | Poet's Voice          |

## Au haras
Acquis par Qatar Bloodstock pour sa carrière d'étalon et installé au haras Tweenhils Stud en Angleterre, où il officie à £ 25 000 la saillie, tout en faisant la navette avec la Nouvelle-Zélande, Makfi réussit de bons débuts comme reproducteur, donnant le double lauréat de groupe 1 Make Believe dès sa première année de production, avant d'être exporté au Japon en 2016. Dans l'hémisphère sud, il est aussi l'auteur de la championne Bonneval, deux fois cheval de l'année en Nouvelle-Zélande. 

## Origines
Makfi est un fils de Dubawi, champion sur la piste et surtout reproducteur exceptionnel, auteur de plusieurs dizaines de lauréats de groupe 1. Sa mère, Dhelaal, est une poulinière Shadwell demeurée inédite, mais qui n'est autre que la sœur, par sa mère Irish Valley, d'Alhaarth (Unfuwain) lauréat des Dewhurst Stakes et sacré meilleur 2 ans européen en 1995. Il s'agit là d'une souche Wertheimer très brillante, puisque l'on y croise Green Valley, poulinière influente via son fils Green Dancer ou sa fille Vallée Dansante, deuxième mère, entre autres, de l'Arc-winner Solémia.

### Pedigree
| Origines de Makfi (GB), mâle bai né en 2007 | Origines de Makfi (GB), mâle bai né en 2007 | Origines de Makfi (GB), mâle bai né en 2007 | Origines de Makfi (GB), mâle bai né en 2007 |
| ------------------------------------------- | ------------------------------------------- | ------------------------------------------- | ------------------------------------------- |
| Père Dubawi                                 | Dubai Millennium                            | Seeking The Gold                            | Mr. Prospector                              |
| Père Dubawi                                 | Dubai Millennium                            | Seeking The Gold                            | Con Game                                    |
| Père Dubawi                                 | Dubai Millennium                            | Colorado Dancer                             | Shareef Dancer                              |
| Père Dubawi                                 | Dubai Millennium                            | Colorado Dancer                             | Fall Aspen                                  |
| Père Dubawi                                 | Zomaradah                                   | Deploy                                      | Shirley Heights                             |
| Père Dubawi                                 | Zomaradah                                   | Deploy                                      | Slightly Dangerous                          |
| Père Dubawi                                 | Zomaradah                                   | Jawaher                                     | Dancing Brave                               |
| Père Dubawi                                 | Zomaradah                                   | Jawaher                                     | High Tern                                   |
| Mère Dhelaal                                | Green Desert                                | Danzig                                      | Northern Dancer                             |
| Mère Dhelaal                                | Green Desert                                | Danzig                                      | Pas de Nom                                  |
| Mère Dhelaal                                | Green Desert                                | Foreign Courier                             | Sir Ivor                                    |
| Mère Dhelaal                                | Green Desert                                | Foreign Courier                             | Courtly Dee                                 |
| Mère Dhelaal                                | Irish Valley                                | Irish River                                 | Riverman                                    |
| Mère Dhelaal                                | Irish Valley                                | Irish River                                 | Irish Star                                  |
| Mère Dhelaal                                | Irish Valley                                | Green Valley                                | Val de Loir                                 |
| Mère Dhelaal                                | Irish Valley                                | Green Valley                                | Sly Pola (Famille 16-c)                     |